# Ernest Béguin
Ernest Béguin (* 6. Februar 1879 in Neuenburg; † 18. April 1966 ebenda, heimatberechtigt in Rochefort) war ein Schweizer Politiker (FDP).

## Biografie
Nach dem Studium der Rechtswissenschaften in Neuenburg, Basel und Paris, erlangte Beguin 1904 das Anwaltspatent. Nur ein Jahr später eröffnete er eine Anwaltskanzlei und wurde im selben Jahr Präsident des Zivilgerichts des Kantons Neuenburg. Von 1909 bis 1918 war er Staatsanwalt im selben Kanton. Für die Neue Zürcher Zeitung war er ab 1920 Korrespondent in Neuenburg.
1907 wurde er in den Grossen Rat von Neuenburg gewählt und hatte dort bis 1916 Einsitz. In den Jahren 1909 bis 1918 war er im Generalrat der Stadt Neuenburg. Danach stand er als Staatsrat von 1918 bis 1942 dem Justiz- und Polizeidepartement vor. Dort initiierte er wichtige Reformvorlagen wie das Gesetz über unlauteren Wettbewerb (1922), über die Neugestaltung des Gerichtswesens (1925) und über die Kantonspolizei im Jahr 1927. Beguin sass von 1912 bis 1939 im Ständerat und war im Amtsjahr 1935 Ständeratspräsident. Von 1934 bis 1940 war er Präsident der FDP Schweiz.
Nach seiner Pensionierung leitete er die Synode der evangelisch-reformierten Kirche von Neuenburg.